# Orangekehlsegler
Der Orangekehlsegler (Streptoprocne phelpsi, Syn.: Cypseloides phelpsi) oder Phelpssegler ist eine Vogelart aus der Familie der Segler (Apodidae). Das Gefieder ist vorwiegend rußschwarz; mit seinem auffälligen roten Halsband ist er neben seiner Schwesterart, dem Rothalssegler, der einzige Segler mit etwas Farbe im Gefieder. Der Orangekehlsegler kommt im Norden Südamerikas vor, hauptsächlich in Venezuela. Im Gegensatz zum Rothalssegler ist die Art wenig erforscht. Der Name der Art ehrt William Henry Phelps, einen US-amerikanischen Ornithologen und Geschäftsmann.

## Merkmale
Die Körperlänge beträgt 16,5 Zentimeter. Für die Flügellänge wurden beim Männchen Werte zwischen 133,0 und 140,5 Millimetern ermittelt, beim Weibchen lag sie zwischen 129,5 und 138,0 Millimetern. Das Gewicht liegt zwischen 19 und 23 Gramm.
Das Gefieder ist vorwiegend rußschwarz. Charakteristisch für die Art ist die Färbung von Kopf und Nacken: Mit Ausnahme des rußschwarzen Bereichs zwischen Stirn und Scheitel und eines bei manchen Individuen vorhandenen feinen, weißen Überaugenstreifs ist der Kopf leuchtend orangerot gefärbt. Diese Färbung erstreckt sich über die gesamte Kehle und auch den oberen Brustbereich und setzt sich im Nacken fort, dort ist die rötliche Färbung am schmalsten und vermittelt den Eindruck eines roten Halsbands. Das restliche Gefieder ist recht einheitlich rußschwarz, die Unterseite ist etwas heller als die Oberseite.
Die Gefiederfärbung der Weibchen ähnelt der der Männchen sehr, die Rotfärbung der Kehle ist etwas blasser und bildet sich später als bei den Männchen aus. Bei Jungvögeln fehlt das Halsband völlig, die Federn der Unterseite von der Kehle bis zu den Unterschwanzdecken zeigen einen deutlichen blassgrauen Saum, was der Unterseite der Jungvögel ein schuppenartiges Aussehen verleiht.
Der Schwanz weist eine geringe, aber meist klar zu erkennende Gabelung auf. Dies ist auch ein gutes Unterscheidungsmerkmal zum recht ähnlichen Rothalssegler, der eine sehr viel geringere Schwanzgabelung zeigt. Weiterhin ist der Orangekehlsegler deutlich größer als der Rothalssegler, die orange Färbung an Kopf und Nacken ist leuchtender und dehnt sich auch etwas mehr über die Kehle und die Ohrdecken aus. 
Über die Lautäußerungen des Orangekehlseglers ist nichts bekannt.

## Verbreitung  und Wanderungen

Verbreitungsgebiet (grün) des Orangekehlseglers

Die Art ist auf das Landesinnere im Norden Südamerikas beschränkt, hauptsächlich kommt der Orangekehlsegler in Venezuela vor. Er ist dort im Yapacana-Nationalpark, in der Sierra Parima, im Bundesstaat Amazonas und in einigen Teilen der Gran Sabana verbreitet. Im Nordwesten Guyanas kommt die Art in den Merume-Bergen vor, zudem im Nordosten des brasilianischen Bundesstaates Roraima. Es gibt eine Sichtung in Aragua, im Norden Venezuelas. Dies ist die bisher einzige Beobachtung innerhalb des Verbreitungsgebiets des sehr ähnlichen Rothalsseglers.
Im Pantepui-Gebiet wird die Art als Standvogel angesehen, die Sichtung in Aragua legt aber nahe, dass zumindest gelegentliche Wanderungen vorkommen.

## Lebensraum
Als hauptsächliche Lebensräume des Orangekehlseglers gelten immergrüne Bergwälder sowie im Tiefland der tropische Regenwald und jahreszeitlich feuchtes Grasland. Bruten wurden bisher in einem Höhenbereich zwischen 400 und 1400 Metern festgestellt, das Typusexemplar wurde auf einer Höhe von 1100 Metern gesammelt.

## Verhalten und Nahrungserwerb
Über diese Art ist wenig bekannt, es wird aber vermutet, dass die Lebensweise des Orangekehlseglers der der anderen Arten der Unterfamilie Cypseloidinae ähnelt. Der Orangekehlsegler wurde oft in gemischten Schwärmen zusammen mit dem Halsbandsegler beobachtet.

## Fortpflanzung
Es wird vermutet, dass die Brutzeit im späten Frühling und im Frühsommer liegt. Ein Nest wurde beschrieben, dieses war an der senkrechten Wand einer kleinen Höhle 1,5 Meter über dem Boden befestigt, in der Nähe eines kleinen Wasserlaufs zwischen Felsbrocken. Es hatte die Form eines Kegelstumpfs und bestand aus Moos.

## Bestand und Gefährdung
Im venezolanischen Bundesstaat Amazonas im Gebiet um den Cerro Tamacuari ist der Orangekehlsegler regelmäßig anzutreffen. BirdLife International schätzt die Größe des Verbreitungsgebiets auf ungefähr 256.000 Quadratkilometer, die Art wird als „nicht gefährdet“ (least concern) eingestuft.

## Systematik
Der sehr ähnliche Rothalssegler gilt als die Schwesterart des Orangekehlseglers, beide werden als Superspezies angesehen. Früher wurden beide der Gattung Cypseloides zugerechnet. Der Rothalssegler wird aber heute aufgrund von Gefiedermerkmalen und der Brutbiologie der Gattung Streptoprocne zugerechnet. Der im Vergleich wenig erforschte Orangekehlsegler wurde dann konsequenterweise auch dieser Gattung zugerechnet. Für den Orangekehlsegler werden keine Unterarten unterschieden.